# Endokrynologia Polska
Endokrynologia Polska (Endokrynol Pol) – oficjalny dwumiesięcznik Polskiego Towarzystwa Endokrynologicznego (PTE) wydawany od 1950.
Redaktorem naczelnym od 2021 jest dr hab. Dariusz Kajdaniuk, a zastępcami prof. Bogdan Marek i prof. Beata Kos-Kudła. Przewodniczącym Rady Naukowej jest prof. Marek Bolanowski.
W czasopiśmie publikowane są recenzowane prace w języku angielskim, dotyczące wszystkich działów endokrynologii i diabetologii, zarówno klinicznej, jak i doświadczalnej oraz prace dotyczące chorób metabolicznych. Publikowane są w nim w otwartym dostępie artykuły oryginalne i artykuły poglądowe (w tym szkolenia podyplomowe), opisy przypadków. Czasopismo publikuje wytyczne i stanowiska ekspertów.
Obecnie wydawcą Endokrynologii Polskiej jest Via Medica, a wcześniej były to Państwowy Zakład Wydawnictw Lekarskich, Polska Akademia Nauk, Polskie Towarzystwo Endokrynologiczne.

## Redaktorzy naczelni
- prof. Artur Ber (1951)
- prof. Kazimierz Dux (1956)
- prof. Tadeusz Pawlikowski (1959)
- prof. Maciej Gembicki (1976)
- prof. Zbigniew Szybiński (1981)
- prof. Janusz Nauman (1999)
- prof. Andrzej Lewiński (2001)
- prof. Stefan Zgliczyński (2003)
- prof. Beata Kos-Kudła (2006)
- dr hab. Dariusz Kajdaniuk (2021)

## Indeksacja
- Biochemistry & Biophysics Citation Index
- Chemical Abstracts Service (CAS)
- CrossRef
- DOAJ (Directory of Open Access Journals)
- EBSCO
- Embase
- FMJ
- Google Scholar
- Index Copernicus
- Index Scholar
- Medical Journals Links
- MEDLINE
- Główna Biblioteka Lekarska (GBL)
- Polska Bibliografia Naukowa (PBN)
- MNiSW
- Science Citation Index
- Scopus
- Ulrich’s Periodicals Directory
- WorldCat

### Współczynniki cytowań
- Impact Factor (2022): 2.1[2]
- Index Copernicus (2022): 159.44[3]

Na liście czasopism punktowanych przez polskie Ministerstwo Nauki znajduje się w części A z 70 punktami.